# Зоран Јовановић (певач)
Зоран Јовановић (Загорица, 1950 — Београд, 2005) био је српски певач народне музике.

## Биографија
Рођен је у селу Загорица код Тополе 5. новембра 1950. године. На естрадној сцени Србије појавио се средином седамдесетих година. Током певачке каријере сарађивао је са композитором и текстописцем Предрагом Вуковићем Вукасом, а касније и са Драганом Александрићем.
Јовановић је остао упамћен по свадбарској песми Свадба из 1985, у народу познатија као Висок багрем надвисио јелу. Неке од осталих његових најпознатијих песама су Поморавски врбаци, Запалио бих цело село, Ружа и баштован, Одведи ме, друже, под прозоре њене итд.
Преминуо је у марту 2005. године, а сахрањен је у родној Загорици.

## Фестивали
- 1978. Хит парада - Ја сам ноћас од свих заборављен
- 1979. Хит парада - Ја, па ја / Развио се рузмарин у трави (са Драгачевским трубадурима)
- 1980. Илиџа - Јесења песма
- 1980. Хит парада - Ружа и баштован (са Драгачевским трубадурима)
- 1981. Хит парада - Чуј мала, малена
- 1982. Хит парада - Одведи ме, друже, под прозоре њене
- 1983. Хит парада - Незахвално срце
- 1984. Хит парада - Залазак сунца у октобру
- 1984. МЕСАМ - Преживећу, преболећу
- 1985. Хит парада - Преживећу, преболећу
- 1986. Хит парада - Малена моја
- 1992. Шумадијски сабор - Шумадија, шуми као река
- 1994. Шумадијски сабор - Ти си оно што ми треба, трећа награда публике
- 1995. Шумадијски сабор - Љубавна прича, победничка песма
- 1996. Фестивал народне музике, Сватовац - Има једна земља
- 2000. Фестивал "Драгиша Недовић", Крагујевац - Башто моја, пуна ли си цвећа

## Дискографија
- Одведи ме, друже, под прозоре њене (1981)
- Запалио бих цело село (1982)
- Залазак сунца у октобру / Момак враг (1983)
- Преживећу, преболећу / Довиђења лепотице моја (1984)
- Ко те ноћас милује и љуби (1986)
- Све за тебе (1987)
- Који ти је ђаво (1988)
- Последња ноћ са тобом (1989)
- Добро вече тајно (1990)
- Највећи хитови Зорана Јовановића (1994)
- Српска туга (1995)
- Зоран Јовановић (1997)
- Ђаволе мали (2001)
- извор сајт Discogs